# 31 август
31 август е 243-тият ден в годината според григорианския календар (244-ти през високосна). Остават 122 дни до края на годината.

## Събития
- 1422 г. – На деветмесечна възраст Хенри VI става крал на Англия като единствен наследник на трона след смъртта на баща си Хенри V.
- 1754 г. – Основан е град Златоуст в Русия.
- 1888 г. – В Лондон е намерено тялото на първата жертва на серийния убиец с неустановена самоличност Джак Изкормвача.
- 1888 г. – Шотландецът Джон Бойд Дънлоп получава патент за своето изобретение, наречено „пневматичен обръч“ за транспортни средства – първата автомобилна гума със сгъстен въздух.
- 1897 г. – Томас Едисън патентова кинетоскопа – първият кинопроектор.
- 1907 г. – Голямата игра: Русия и Великобритания подписват Англо-руското съглашение, с което определят своите сфери на влияние в Персия, Афганистан и Тибет.
- 1913 г. – Основан е нидерландският футболен отбор ПСВ Айндховен.
- 1939 г. – Глайвицки инцидент след който Адолф Хитлер обявява Херман Гьоринг за свой политически наследник.
- 1955 г. – В Чикаго е извършена демонстрация на първия в света автомобил със слънчева батерия.
- 1957 г. – Малайзия обявява своята независимост от Великобритания.
- 1980 г. – В Полша е основан профсъюзът Солидарност.
- 1986 г. – Самолетът при полет 498 на „Аеромексико“ се сблъсква с „Пайпър PA-28-181 Арчър“ над Сиритъс, Калифорния и убива 67 души във въздуха и още 15 на земята.
- 1988 г. – Самолетът при полет 1141 на „Делта Еър Лайнс“ се разбива малко след излитане от общинското летище „Джаксън“ в Джаксън и убива 14 души.
- 1991 г. – Киргизстан обявява независимост от СССР.
- 1994 г. – Ирландската републиканска армия обявява временно прекратяване на бойните действия.
- 1997 г. – При автомобилна катастрофа в Париж загиват принцеса Даяна, нейният придружител Доди ал Файед и шофьорът на автомобила.
- 1998 г. – Съгласно сведенията Северна Корея изстрелва своя първи изкуствен спътник – Кванмьонсон-1.
- 1999 г. – Избухват първите взривове от поредицата терористични бомбени атентати срещу жилищни блокове в Русия.
- 1999 г. – Самолетът при полет 3142 LAPA се разбива при излитане на летището в Буенос Айрес и убива 63 души на борда на машината и още 2 на земята.

## Родени
- 12 г. – Калигула, римски император († 41 г.)
- 161 г. – Комод, римски император († 192 г.)
- 1663 г. – Гийом Амонтон, френски физик († 1705 г.)
- 1786 г. – Мишел Йожен Шеврьол, френски химик († 1889 г.)
- 1811 г. – Теофил Готие, френски поет и белетрист († 1872 г.)
- 1821 г. – Херман фон Хелмхолц, германски физик, математик и психолог († 1894 г.)
- 1863 г. – Сергей Прокудин-Горски, руски фотограф († 1944 г.)
- 1869 г. – Константин Кирков (офицер), български военен деец († 1920 г.)
- 1874 г. – Едуард Торндайк, американски психолог († 1949 г.)
- 1880 г. – Вилхелмина Нидерландска († 1962 г.)
- 1897 г. – Фредрик Марч, американски актьор († 1975 г.)
- 1908 г. – Уилям Сароян, американски писател († 1981 г.)
- 1913 г. – Георги Павлов, български художник († 1995 г.)
- 1919 г. – Амрита Притам, индийска поетеса († 2005 г.)
- 1924 г. – Хари Майен, германски драматург († 1979 г.)
- 1925 г. – Атанас Наковски, български писател († 2014 г.)
- 1927 г. – Лада Бояджиева, българска режисьорка († 1988 г.)
- 1928 г. – Джеймс Кобърн, американски актьор († 2002 г.)
- 1930 г. – Петър Панагонов, български футболист († 2005 г.)
- 1931 г. – Ангел Заберски, български естраден композитор († 2011 г.)
- 1933 г. – Александър Лилов, български комунист († 2013 г.)
- 1935 г. – Петър Наневски, македонски писател
- 1939 г. – Милен Николов, български режисьор († 1998 г.)
- 1941 г. – Волфганг Хилбиг, германски писател († 2007 г.)
- 1945 г. – Ван Морисън, английски (ирландски) музикант
- 1945 г. – Ицхак Пърлман, израелски цигулар
- 1945 г. – Леонид Попов, съветски космонавт
- 1947 г. – Димитър Марашлиев, български футболист († 2018 г.)
- 1947 г. – Соломон Салтиел, български физик († 2009 г.)
- 1948 г. – Рудолф Шенкер, германски китарист (Scorpions)
- 1949 г. – Дейвид Полицер, американски физик, Нобелов лауреат през 2004 г.
- 1949 г. – Ричард Гиър, американски актьор
- 1951 г. – Елена Поптодорова, български дипломат
- 1954 г. – Александър Лукашенко, президент на Беларус
- 1954 г. – Роберт Кочарян, президент на Армения
- 1955 г. – Олек Крупа, полски актьор
- 1963 г. – Кристина Лили, колумбийска актриса
- 1966 г. – Любослав Пенев, български футболист
- 1970 г. – Ваня Щерева, българска актриса, певица и писателка
- 1970 г. – Рания ал-Ясин, кралица на Йордания
- 1972 г. – Иван Димитров, български футболист
- 1977 г. – Джеф Харди, американски кечист
- 1979 г. – Мики Джеймс, американска кечистка
- 1982 г. – Хосе Мануел Рейна, испански футболист, вратар

## Починали
- 1422 г. – Хенри V, крал на Англия (* 1387 г.)
- 1795 г. – Франсоа-Андре Филидор, френски шахматист (* 1726 г.)
- 1811 г. – Луи Антоан дьо Бугенвил, френски изследовател (* 1729 г.)
- 1867 г. – Шарл Бодлер, френски писател (* 1821 г.)
- 1877 г. – Фьодор Горталов, руски офицер (* 1839 г.)
- 1888 г. – Мери Ан Никълс, първата жертва на серийния убиец Джак Изкормвача (* 1845 г.)
- 1920 г. – Вилхелм Вунт, германски психолог (* 1832 г.)
- 1924 г. – Тодор Александров, български революционер и лидер на ВМРО (* 1881 г.)
- 1927 г. – Андраник Озанян, арменски генерал (* 1865 г.)
- 1941 г. – Марина Цветаева, руска поетеса (* 1892 г.)
- 1945 г. – Стефан Банах, полски математик (* 1892 г.)
- 1963 г. – Жорж Брак, френски художник (* 1882 г.)
- 1965 г. – Едуард Смит, американски писател (* 1890 г.)
- 1967 г. – Аиде Тамара Бунке Бидер, латиноамериканска революционерка (* 1937 г.)
- 1973 г. – Джон Форд, американски режисьор (* 1894 г.)
- 1986 г. – Хенри Спенсър Мур, английски скулптор (* 1898 г.)
- 1997 г. – Даяна Спенсър, принцеса на Уелс (* 1961 г.)
- 1997 г. – Доди Ал-Файед, филмов продуцент (* 1955 г.)
- 2005 г. – Юзеф Ротблат, британски физик от полски произход, Нобелов лауреат през 1995 г. (* 1908 г.)
- 2010 г. – Владимир Шкодров, български астроном (* 1930 г.)
- 2012 г. – Сергей Соколов, съветски маршал (* 1911 г.)

## Празници
- Международен ден на свободата и солидарността – Обявен с декларация, приета на 31 август 2005 г. в Гданск (Полша), по повод 25-ата годишнина от създаването на полския профсъюз „Солидарност“ (30 август 1980 г.). Отбелязва се по решение на Европейския парламент от 28 септември 2005 г.
- Киргизстан – Ден на независимостта (от СССР, 1991 г., национален празник)
- Малайзия – Ден на независимостта (от Великобритания, 1957 г., национален празник)
- Тринидад и Тобаго – Ден на независимостта (от Великобритания, 1962 г., национален празник)